# リチャード・ブレイアー
- リチャード・ブライアー

リチャード・S・ブレイアー（Richard S. Bleier,  英語発音: /ˈrɪt͡ʃɚd ˈblaɪɚ/; 1987年4月16日 - ）は、アメリカ合衆国フロリダ州デイビー出身の元プロ野球選手（投手）。左投左打。

## 経歴

### プロ入りとマイナー時代
フロリダ・ガルフ・コースト大学3年時に2008年のMLBドラフト6巡目（全体183位）でテキサス・レンジャーズから指名され、プロ入り。
2012年9月に開催された第3回ワールド・ベースボール・クラシック（WBC）予選のイスラエル代表に選出された。
2013年12月12日に行われたルール・ファイブ・ドラフトでトロント・ブルージェイズから指名され、移籍した。
2014年はブルージェイズ傘下、2015年はワシントン・ナショナルズ傘下でプレーした。

### ヤンキース時代

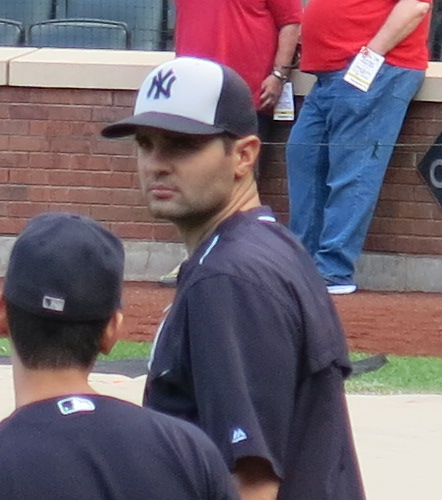
ニューヨーク・ヤンキース時代
(2016年8月2日)

2015年12月28日にニューヨーク・ヤンキースとマイナー契約を結んだ。
2016年の開幕は傘下のAAA級スクラントン・ウィルクスバリ・レイルライダースで迎え、5月26日にメジャー契約を結んで40人枠入りした。5月30日のブルージェイズ戦でメジャーデビュー。同年は全てリリーフで23試合に登板して防御率1.96、WHIP1.04という圧倒的な成績をマーク。ルーキーイヤーから大きな戦力となった。
2017年2月16日にクリス・カーターとの契約に伴い、DFAとなった。

### オリオールズ時代

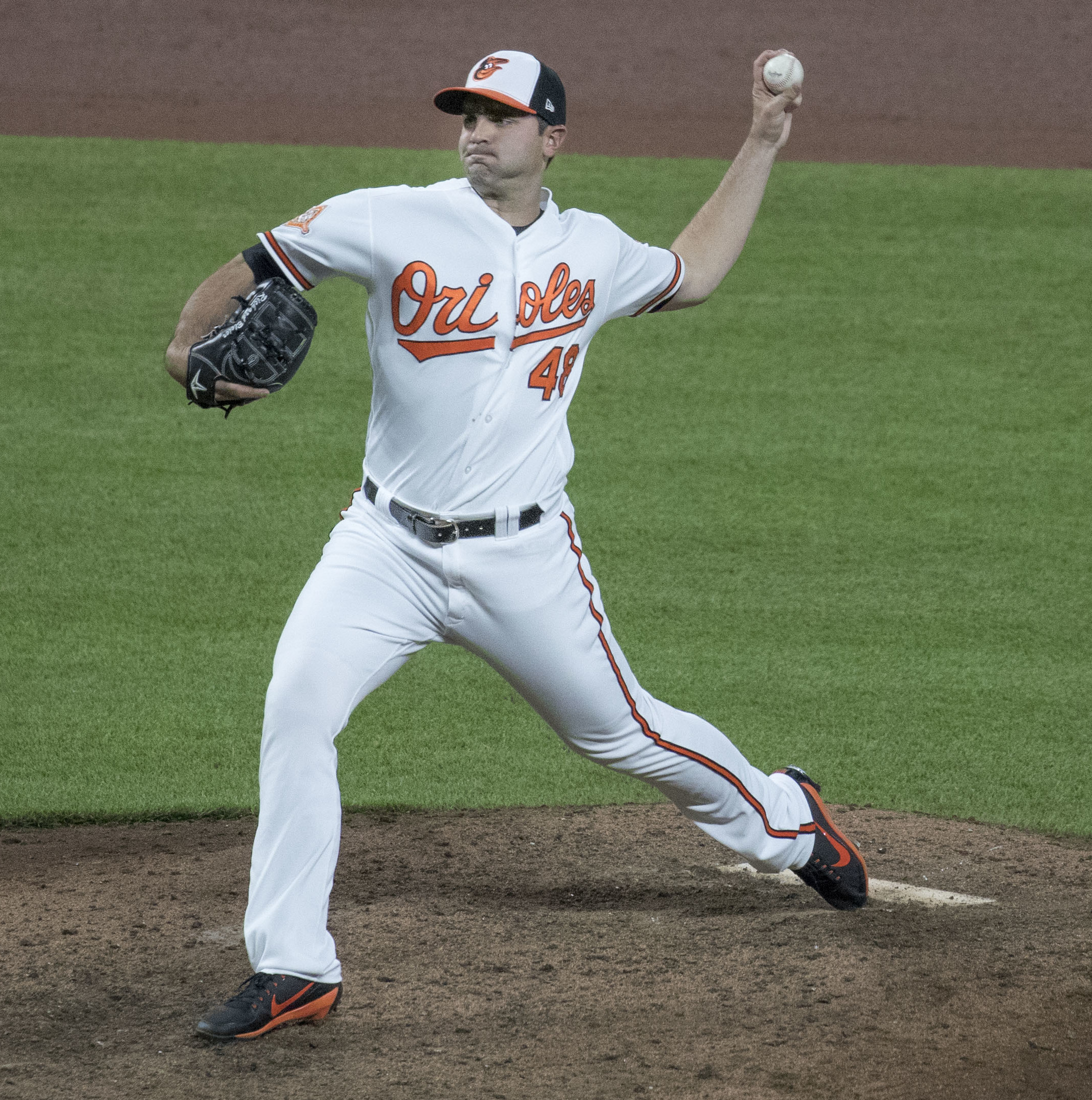
2017年6月7日

2017年2月21日に後日発表選手とのトレードで、ボルチモア・オリオールズへ移籍した。移籍して2登板目に自身初の敗戦を喫したが、次のデトロイト・タイガース戦での登板では1回と2/3回を投げて自身初の勝利を挙げた。前半戦で25登板し、30回と1/3回を投げ防御率1.45を記録した。8月4日にはアメリカンリーグ（ア・リーグ）で40回を投げた投手の中で最も低い防御率1.56を記録した。また、9回あたりの平均奪三振数は4.02でア・リーグの中で最も低く、打者に対する投球数も3.39球とこれもア・リーグの中で2番目に低かった。シーズンでは、57登板で2勝1敗で防御率1.99を記録した。9回あたりの平均奪三振数は3.69と60回以上を投げたア・リーグの投手の中で最も低く、打者に対する投球数も3.45と同じくア・リーグの中で2番目に低かった。ゴロ率68.8%はMLBのリリーフ投手の中で二番目に高かった。
2018年4月、ESPNの記者であるサム・ミラーは「これまで95回を投げてMLB史上最高のERA+を記録している。」と記した。数日後にボルチモア・サンの記者であるジョン・メオリが、「ある測定法では、リチャード・ブレイアーはこれまでのMLBのマウンドに立った投手で統計的に最も良い投手だ。101回以上を投げた投手を比較的恣意的に測定すると、彼の記録した242ERA+は最も良い記録で、防御率1.78も最高だった。」と述べた。6月13日に左広背筋の3級の裂傷と診断された。この怪我は外科的手術が必要であり、シーズン復帰は絶望的となったが、2019年のスプリングトレーニングまでには投げられる目処は立った。シーズンでは31登板で、3勝0敗9ホールドで防御率1.93を記録した。9回あたりの平均奪三振数は4.13でア・リーグで30回を投げた投手の中で4番目に低かった。打者に対する投球数は3.40とこれもア・リーグの中で2番目に低く、痛打率21.2%はアメリカンリーグの中で3番目に低かった。2018年シーズン時点では通算で、111登板で防御率1.97で5勝1敗を記録している。100回以上を投げた投手で2016年から2018年にかけての防御率1.97はザック・ブリットンの1.86に次いで最高で、奪三振率11.0%は最も低かった。年俸は55.6万ドルになり、2020年の年俸調停の資格を得て、2023年にはFAになる。
2019年は怪我から復帰したが、左肩腱炎で4月10日に故障者リストに入っていた。5月16日に復帰したが、復帰直後は調子が不安定だったものの、シーズンが過ぎる内に安定していった。この年は53登板（自身初の1先発を含む）に登板して3勝0敗、初セーブを含む4セーブ、防御率5.37とトータルでは不調だったが、オールスター休み明けからは防御率3.68を記録し、9月の12登板では防御率2.92、WHIP0.717で被打率.180を記録した。またア・リーグで最も打球運に恵まれず、内野守備コーチのホセ・フローレスに守備陣のシフトが悪いことについて罵声を浴びせた後に、シフトを無くして最後の1ヶ月間をプレーしたところ成績が良くなった。オフの12月にオリオールズと2020年シーズンの単年契約91.5万ドルに合意した。

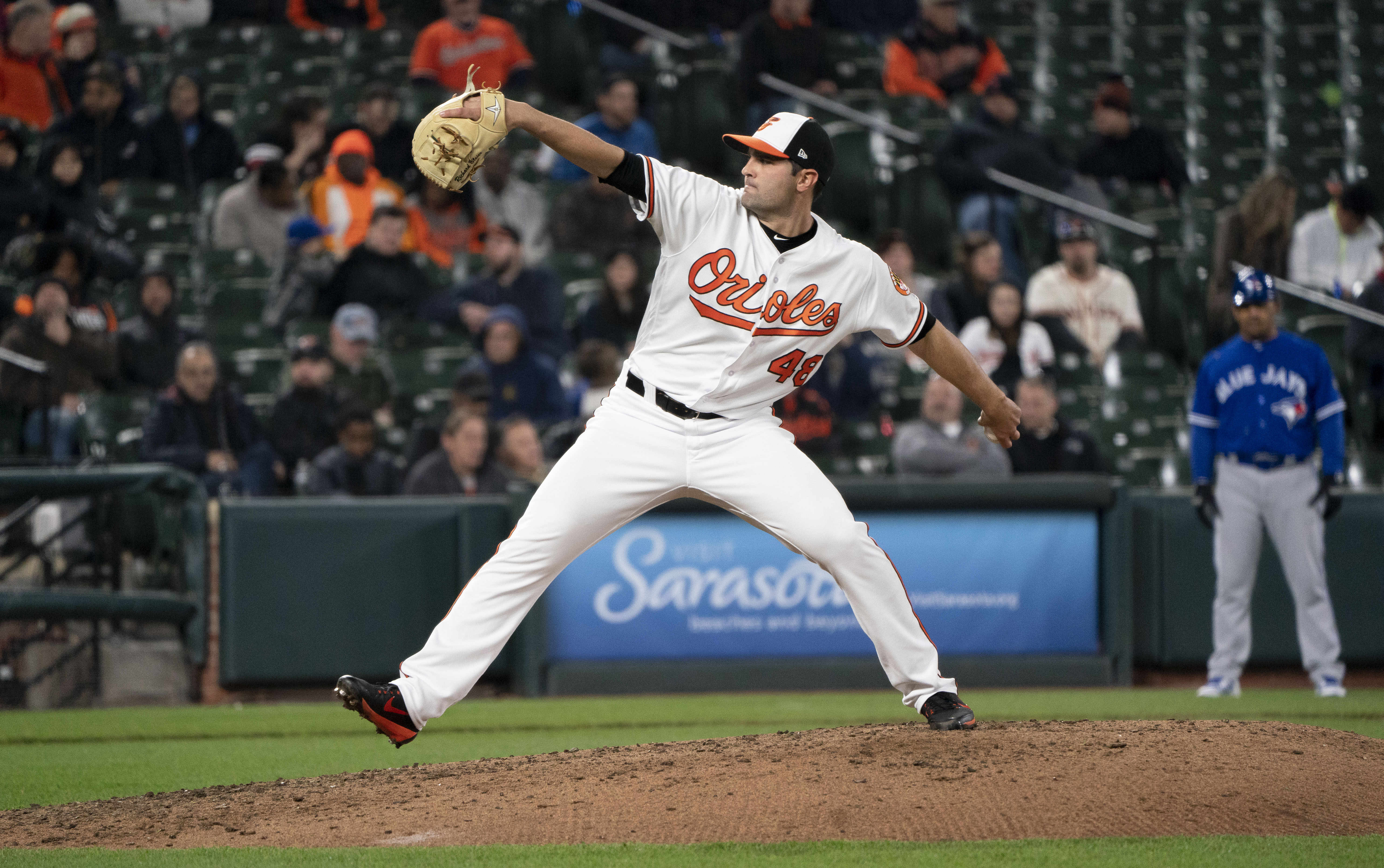
2018年4月11日

2020年は後述の移籍までわずか2試合の登板にとどまった。

### マーリンズ時代
2020年8月1日に後日発表選手とのトレードで、マイアミ・マーリンズへ移籍した。移籍後は19試合に登板して1勝1敗6ホールド、防御率2.63と結果を残した。
2021年はキャリアハイとなる68試合に登板し、3勝2敗、ナ・リーグ10位となる20ホールド、防御率2.95という成績を挙げた。
2022年3月21日にマーリンズと仲裁を回避して2年600万ドル（2022年225万ドル、2023年350万ドル）の延長契約を結んだ。この契約には2024年のクラブオプション375万ドルと25万ドルのバイアウトが含まれる。この年も中継ぎとしてフル回転し、50試合（うち先発1試合）に登板して、2勝2敗1セーブ7ホールド、防御率3.55を記録した。

### レッドソックス時代
2023年1月30日にマット・バーンズとのトレードで、ボストン・レッドソックスに移籍した。また、3月に開催された第5回ワールド・ベースボール・クラシックにイスラエル代表として出場した。この年は4月の防御率が6点台と調子が上がらず、5月22日に左肩の炎症により負傷者リストに入った。2か月後の7月17日にチームに復帰したが復帰後も苦戦は続き、8月7日にDFAとなり、8月9日に放出された。

### カブス傘下時代
2023年8月17日にシカゴ・カブスとマイナー契約を結んだ。AAA級アイオワ・カブスで5試合に登板したが防御率6.35に終わり、8月30日に自由契約となった。

### ナショナルズ傘下時代
2024年2月1日にワシントン・ナショナルズとマイナー契約を結び、スプリングトレーニングに招待選手として参加することになった。
同年の開幕は傘下のロチェスター・レッドウィングスで迎えたが、5月14日にオプトアウト（契約拒否権）を行使して自由契約となった。

### 引退
2025年2月11日に自身のインスタグラムで現役を引退することを発表した。

## 投球スタイル
| 球種           | 割合 | 平均球速 | 平均球速 | 最高球速 | 最高球速 |
| 球種           | %    | mph      | km/h     | mph      | km/h     |
| -------------- | ---- | -------- | -------- | -------- | -------- |
| シンカー       | 48.6 | 89.8     | 144.5    | 92.3     | 148.5    |
| カッター       | 23.4 | 87.3     | 140.5    | 92.3     | 148.5    |
| スライダー     | 15.9 | 77.7     | 125      | 92.3     | 148.5    |
| チェンジアップ | 6.9  | 82.9     | 133.4    | 92.3     | 148.5    |
| フォーシーム   | 5.2  | 90.8     | 146.1    | 92.3     | 148.5    |

最速92.5mph（約148.9km/h）の速球にカッターやスライダーを中心に投球する。

## 詳細情報

### 年度別投手成績
| 年 度    | 球 団    | 登 板 | 先 発 | 完 投 | 完 封 | 無 四 球 | 勝 利 | 敗 戦 | セ 丨 ブ | ホ 丨 ル ド | 勝 率 | 打 者 | 投 球 回 | 被 安 打 | 被 本 塁 打 | 与 四 球 | 敬 遠 | 与 死 球 | 奪 三 振 | 暴 投 | ボ 丨 ク | 失 点 | 自 責 点 | 防 御 率 | W H I P |
| -------- | -------- | ----- | ----- | ----- | ----- | -------- | ----- | ----- | -------- | ----------- | ----- | ----- | -------- | -------- | ----------- | -------- | ----- | -------- | -------- | ----- | -------- | ----- | -------- | -------- | ------- |
| 2016     | NYY      | 23    | 0     | 0     | 0     | 0        | 0     | 0     | 0        | 2           | ----  | 92    | 23.0     | 20       | 0           | 4        | 0     | 1        | 13       | 0     | 0        | 6     | 5        | 1.96     | 1.04    |
| 2017     | BAL      | 57    | 0     | 0     | 0     | 0        | 2     | 1     | 0        | 3           | .667  | 265   | 63.1     | 62       | 6           | 13       | 3     | 4        | 26       | 5     | 0        | 23    | 14       | 1.99     | 1.18    |
| 2018     | BAL      | 31    | 0     | 0     | 0     | 0        | 3     | 0     | 0        | 9           | 1.000 | 133   | 32.2     | 36       | 0           | 4        | 1     | 1        | 15       | 1     | 0        | 7     | 7        | 1.93     | 1.22    |
| 2019     | BAL      | 53    | 1     | 0     | 0     | 0        | 3     | 0     | 4        | 5           | 1.000 | 235   | 55.1     | 65       | 6           | 8        | 2     | 4        | 30       | 1     | 0        | 34    | 33       | 5.37     | 1.32    |
| 2020     | BAL      | 2     | 0     | 0     | 0     | 0        | 0     | 0     | 0        | 0           | ----  | 11    | 3.0      | 1        | 0           | 0        | 0     | 1        | 4        | 1     | 0        | 0     | 0        | 0.00     | 0.33    |
| 2020     | MIA      | 19    | 0     | 0     | 0     | 0        | 1     | 1     | 0        | 6           | .500  | 56    | 13.2     | 13       | 0           | 4        | 1     | 0        | 7        | 1     | 0        | 6     | 4        | 2.63     | 1.24    |
| '20計    | MIA      | 21    | 0     | 0     | 0     | 0        | 1     | 1     | 0        | 6           | .500  | 67    | 16.2     | 14       | 0           | 4        | 1     | 1        | 11       | 2     | 0        | 6     | 4        | 2.16     | 1.08    |
| 2021     | MIA      | 68    | 0     | 0     | 0     | 0        | 3     | 2     | 0        | 20          | .600  | 225   | 58.0     | 51       | 4           | 6        | 3     | 3        | 44       | 1     | 0        | 20    | 19       | 2.95     | 0.98    |
| 2022     | MIA      | 55    | 1     | 0     | 0     | 0        | 2     | 2     | 1        | 7           | .500  | 222   | 50.2     | 63       | 3           | 10       | 3     | 1        | 32       | 3     | 3        | 22    | 20       | 3.55     | 1.44    |
| 2023     | BOS      | 27    | 0     | 0     | 0     | 0        | 1     | 0     | 0        | 2           | 1.000 | 132   | 30.2     | 37       | 5           | 5        | 1     | 3        | 16       | 3     | 0        | 20    | 18       | 5.28     | 1.37    |
| MLB：8年 | MLB：8年 | 335   | 2     | 0     | 0     | 0        | 15    | 6     | 5        | 54          | .714  | 1371  | 330.1    | 348      | 24          | 54       | 14    | 18       | 187      | 16    | 3        | 138   | 120      | 3.27     | 1.22    |

### ポストシーズン投手成績
| 年 度     | 球 団     | シ リ ｜ ズ | 登 板 | 先 発 | 勝 利 | 敗 戦 | セ ｜ ブ | 打 者 | 投 球 回 | 被 安 打 | 被 本 塁 打 | 与 四 球 | 敬 遠 | 与 死 球 | 奪 三 振 | 暴 投 | ボ ｜ ク | 失 点 | 自 責 点 | 防 御 率 |
| --------- | --------- | ----------- | ----- | ----- | ----- | ----- | -------- | ----- | -------- | -------- | ----------- | -------- | ----- | -------- | -------- | ----- | -------- | ----- | -------- | -------- |
| 2020      | MIA       | NLWC        | 2     | 0     | 0     | 0     | 0        | 3     | 1.0      | 0        | 0           | 0        | 0     | 0        | 0        | 0     | 0        | 0     | 0        | 0.00     |
| 2020      | MIA       | NLDS        | 1     | 0     | 0     | 0     | 0        | 3     | 1.0      | 0        | 0           | 0        | 0     | 0        | 0        | 0     | 0        | 0     | 0        | 0.00     |
| 出場：1回 | 出場：1回 | 出場：1回   | 3     | 0     | 0     | 0     | 0        | 6     | 2.0      | 0        | 0           | 0        | 0     | 0        | 0        | 0     | 0        | 0     | 0        | 0.00     |

### 年度別守備成績
| 年 度 | 球 団 | 投手（P） | 投手（P） | 投手（P） | 投手（P） | 投手（P） | 投手（P） |
| 年 度 | 球 団 | 試 合     | 刺 殺     | 補 殺     | 失 策     | 併 殺     | 守 備 率  |
| ----- | ----- | --------- | --------- | --------- | --------- | --------- | --------- |
| 2016  | NYY   | 23        | 1         | 5         | 0         | 0         | 1.000     |
| 2017  | BAL   | 57        | 5         | 16        | 1         | 2         | .955      |
| 2018  | BAL   | 31        | 2         | 3         | 0         | 1         | 1.000     |
| 2019  | BAL   | 53        | 4         | 8         | 0         | 0         | 1.000     |
| 2020  | BAL   | 2         | 0         | 0         | 0         | 0         | ----      |
| 2020  | MIA   | 19        | 0         | 4         | 0         | 0         | 1.000     |
| '21計 | MIA   | 21        | 0         | 4         | 0         | 0         | 1.000     |
| 2021  | MIA   | 68        | 6         | 8         | 0         | 0         | 1.000     |
| 2022  | MIA   | 55        | 6         | 7         | 0         | 0         | 1.000     |
| 2023  | BOS   | 27        | 2         | 4         | 1         | 1         | .857      |
| MLB   | MLB   | 335       | 26        | 55        | 2         | 4         | .976      |

### 背番号
- 50（2016年 - 同年途中）
- 54（2016年途中 - 同年終了）
- 48（2017年 - 2020年7月31日）
- 35（2020年8月4日 - 2023年）

### 代表歴
- 2013 ワールド・ベースボール・クラシック・イスラエル代表
- 2023 ワールド・ベースボール・クラシック・イスラエル代表